# Anomiopus validus
Anomiopus validus är en skalbaggsart som beskrevs av Canhedo 2006. Anomiopus validus ingår i släktet Anomiopus och familjen bladhorningar. Inga underarter finns listade i Catalogue of Life.